# グレーベンシュタイン
グレーベンシュタイン（ドイツ語: Grebenstein, ドイツ語発音: [ˈgreːbn̩ʃta͜in] ( 音声ファイル)、低地ドイツ語: Grebensteen）は、ドイツ連邦共和国ヘッセン州北部のカッセル郡に属す小都市である。

## 地理

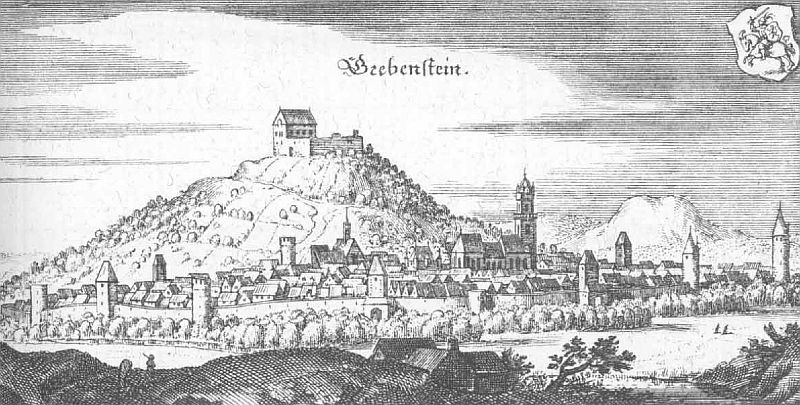
マテウス・メーリアンの銅版画に描かれた1655年頃のグレーベンシュタイン

### 位置
グレーベンシュタインはラインハルトの森の西、カッセルとホーフガイスマーとの間のエッセ川沿いに位置する。また鉄道ではカッセルとヴァールブルクとの間にあたる。市の高台にグレーベンシュタイン城趾がある。

### 隣接する市町村
グレーベンシュタインは、北はホーフガイスマー市、北東は自治体に属さないグーツベツィルク・ラインハルツヴァルト（ラインハルトの森）、東はインメンハウゼン市、南東はエスペナウ、南と西はカルデン、北西はリーベナウと境を接する（いずれもカッセル郡）。

### 自治体の構成
- グレーベンシュタイン（フリードリヒスタール集落を含む）
- ウーデンハウゼン
- ブルクウッフェルン
- シャハテン
- この他グレーベンシュタインにはいくつかの小集落や集落から離れた一軒家が含まれる。

## 行政

### 議会
グレーベンシュタインの市議会は 31 議席からなる。

### 姉妹都市
- ルズー(Lezoux)（フランス、ピュイ＝ド＝ドーム県）
- ローピク(Lopik)（オランダ、ユトレヒト州）
- サルシナ（イタリア、エミリア＝ロマーニャ州）

とリング姉妹都市協定を結んでいる。

## 文化と見所

### 博物館
- 農耕民博物館、シャハテナー通り11番、1431年建造の「レック館」にある。
- 旧荘園、シャハテナー通り4番、1780年頃創建

### 音楽
- TMG Turn- und Musikgemeinschaft グレーベンシュタイン 1980 e.V.

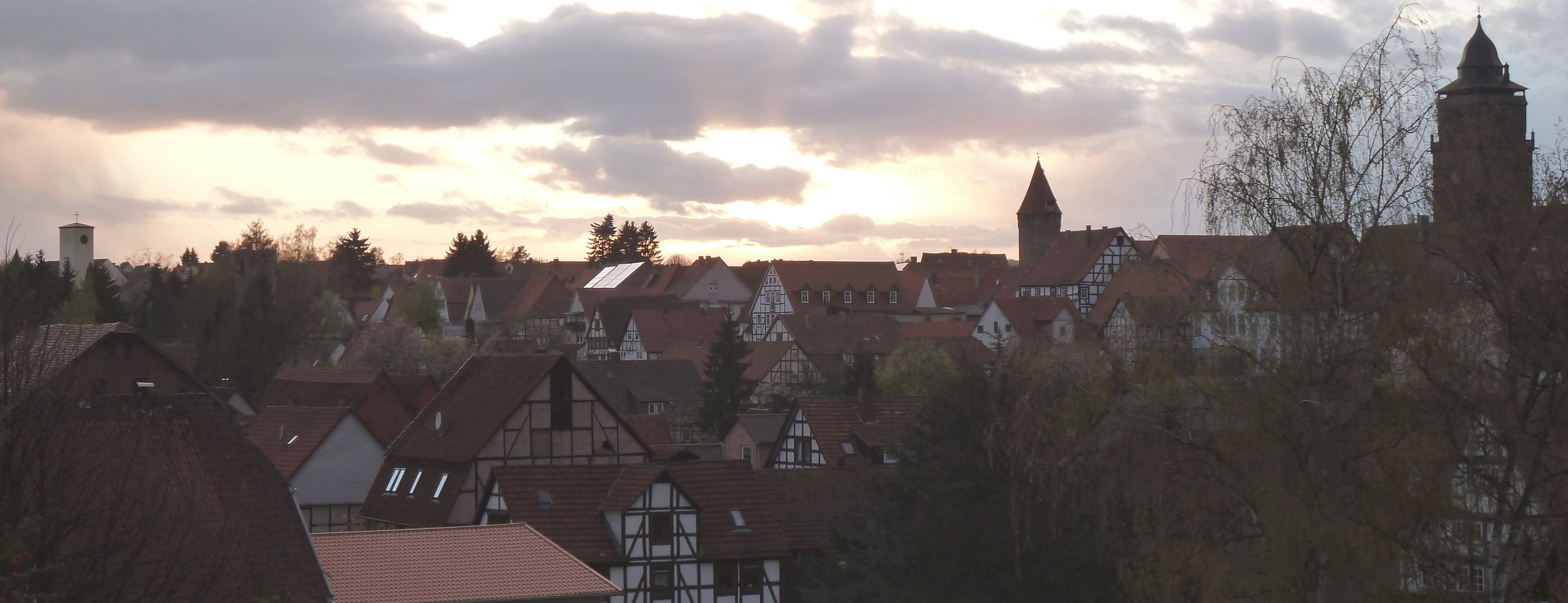
グレーベンシュタイン旧市街

### 建造物
- 歴史的旧市街、中世の都市防衛施設の塔、市庁舎、プロテスタントの市教会（旧リーベフラウ教会）および数多くの木組み建築があり、その一部は中世の地下室を遺している。
- グレーベンシュタインとホーフガイスマーとの間の、かつての国境防塞は、藪や堀の痕跡として現在もわずかながら遺されている。たとえば、グレーベンシュタインとフリードリヒスタールとの間の州道 3233号線近くに堀の跡をみることができる。5つのかつての見張り台は、いずれも跡形ない。
- 13世紀のグレーベンシュタイン城趾、市の南の城山にある。
- 14世紀のハルデッセンの跡地、ホーフ・オーバーハルデッセンの近くにある。
- グレーベンシュタイン近郊のヴィルヘルムスタール城、現在はカルデン町内にあたる。

### 自然公園
- ハービヒツヴァルト自然公園
- ラインハルトの森

## 経済と社会資本

### 交通
グレーベンシュタインは連邦道 B83号線沿いに位置する。
この街は鉄道ヴァールブルク - カッセル線沿いにあり、レギオトラムとレギオナルエクスプレスの列車が運行している。北ヘッセン交通連盟に加盟している。
1848年に開通したグレーベンシュタインからヒュンメを経由してバート・カールスハーフェンに至る全長 27.92 km の支線フリードリヒ＝ヴィルヘルムス北線はヘッセン選帝侯領で最初の鉄道であった。この鉄道は1872年の甚大な鉄道事故の後新たに、この街の周りを迂回する路線を設けた。

## 人物

### 出身者
- ヘルマン2世（1341年 - 1413年）ヘッセン方伯。グレーベンシュタイン城で生まれた。
- ヴィルヘルム・ペッファー（1845年 - 1920年）植物学者。

## 引用
1. ↑  Hessisches Statistisches Landesamt: Bevölkerung in Hessen am 31.12.2023 (Landkreise, kreisfreie Städte und Gemeinden, Einwohnerzahlen auf Grundlage des Zensus 2011)]
2. ↑  Max Mangold, ed (2005). Duden, Aussprachewörterbuch (6 ed.). Dudenverl. p. 375. ISBN 978-3-411-04066-7
3. ↑  2011年3月27日の市議会議員選挙結果